# Ramose (General)
Ramose war ein altägyptischer General, der am Ende der 18. Dynastie (Neues Reich) lebte und vor allem von seinem Grab in Sakkara und vielleicht auch aus dem Grab des Generals und späteren Königs (Pharaos) Haremhab bekannt ist.
Ramose trug militärische Titel. Er war Königschreiber, General der Armee (ḥry-pḏt n p3 mš3), General des Herrn der beiden Länder, Vertreter der Armee (jdnw n p3 mš3) und Priester.
Sein Grab liegt nördlich des Grabes von Haremhab, das er in Sakkara errichtete, bevor er König wurde. Die Grabkapelle des Ramose ist eine aus Lehmziegeln erbaute tempelartige Anlage. Der Eingang liegt im Osten. Man kommt von dort in einen Hof. Es folgt ein zweiter Hof und hier finden sich an der Westseite drei Kapellen. Die mittlere Kapelle war zum Teil mit dekorierten Steinplatten verkleidet, doch ist davon nur wenig erhalten. Im ersten Hof standen einst auch drei Stelen, eine von ihnen befindet sich heute im ägyptischen Museum in Berlin.
Zu Ramose ist ansonsten nicht viel mehr bekannt. Im Grab des Haremhab wird jedoch mehrmals ein Untergebener des Generals mit dem Titel Schreiber der Armee genannt. Es scheint sehr wahrscheinlich, dass beide Personen identisch sind. Ramose war also zunächst Armeeschreiber unter dem General Haremhab in der Regierungszeit von Tutanchamun und ist dann später zu einem General der Armee befördert worden. Die Grabkammern seines Grabes waren stark beraubt, doch fanden sich noch Uschebtis mit dem Namen des Ramose. Er ist hier sicherlich begraben worden.